# Mimosa à bois noir
Acacia melanoxylon
Pour les articles homonymes, voir Mimosa.
Espèce
Répartition géographique
Classification phylogénétique
Le Mimosa à bois noir  (Acacia melanoxylon) est une espèce de plantes à fleurs de la famille des Mimosaceae (ou des Fabaceae selon la classification phylogénétique). C'est un arbre appartenant au genre Acacia, natif du sud-est de l'Australie et de Tasmanie et connu dans son aire d'origine sous les noms de bois noir australien (Australian blackwood) et de bois noir de Tasmanie (Tasmanian Blackwood). Son nom aborigène est mudgerabah. En français, il est aussi parfois appelé Acacia à bois dur.

## Description
C'est un arbre à croissance rapide pouvant atteindre 45 mètres de haut. Le tronc droit a une couronne dense, pyramidale à cylindrique, parfois avec de grosses branches étalées. Les feuilles sont bipennées  dans les semis et les taillis pour se transformer en phyllodes chez l'adulte. Les phyllodes font de 7 à 10 cm de long, sont gris foncé devenant vert terne, droites à légèrement incurvées, avec 3 à 7 nervures longitudinales principales séparées par de petites nervures secondaires.
Les fleurs, jaune pâle, en capitules globuleux sont suivies par des gousses brun rougeâtre, plus étroites que phyllodes, un peu étranglées, tordues; les graines rondes, noires et luisantes, de 2-3 mm de diamètre sont cerclées par une membrane rose-rouge (arille) »(Henderson, 1995. PIER, 2002). Il possède un système radiculaire superficiel dense.

## Biologie
Dans son aire d'origine, le continent australien, la floraison a lieu généralement en fin d'hiver et au printemps (août-septembre) au nord, au printemps et en été (novembre-décembre) au sud. Dans certaines régions, floraison et la fructification peuvent se produire tout au long de l'année.

## Écologie
Il s'adapte à de nombreux milieux de terrains et de climats mais il préfère les climats frais.

## Utilisation
Le contrôle de sa prolifération dans des exploitations forestières ou des fermes est très onéreux mais la valeur de son bois, sa facilité de culture et de mise en valeur sont par contre un avantage important. Les graines doivent bouillir une minute pour germer.

## Espèce envahissante
Introduit dans de nombreux pays dans les plantations forestières et comme arbre d’ornement, A Melanoxylon est présent en Afrique, en Asie, en Europe, dans les zones insulaires de l'océan Indien et de l'océan Pacifique, en Amérique du Sud et aux États-Unis.
L'espèce est signalée comme nuisible en Afrique du Sud et comme « ravageuse » aux Açores et au Portugal. En 2003, le California Invasive Plant Council (Cal-IPC) l'a listée comme une plante envahissante d'impact limité (Knapp 2003). Son utilisation comme arbre ornemental des rues est progressivement abandonnée dans certaines villes en raison des dommages qu'il peut causer aux trottoirs et aux canalisations souterraines.
Dans certaines régions de Tasmanie, Acacia melanoxilon est désormais considéré comme peste végétale, ainsi qu'au Chili, où la Corporación Nacional Forestal a développé des projets pour son éradication.

## Caractéristiques
- Organes reproducteurs :
  - Type d'inflorescence : racème simple
  - Répartition des sexes :  hermaphrodite
  - Type de pollinisation :  entomogame
  - Période de floraison : variable selon les endroits
- Graine :
  - Type de fruit :  gousse
  - Mode de dissémination :  barochore
- Habitat et répartition :
  - Habitat type : bois méditerranéens sempervirents
  - Aire de répartition : introduit (Australie)

données d'après : Julve, Ph., 1998 ff. - Baseflor. Index botanique, écologique et chorologique de la flore de France. Version : 23 avril 2004. 

## Galerie

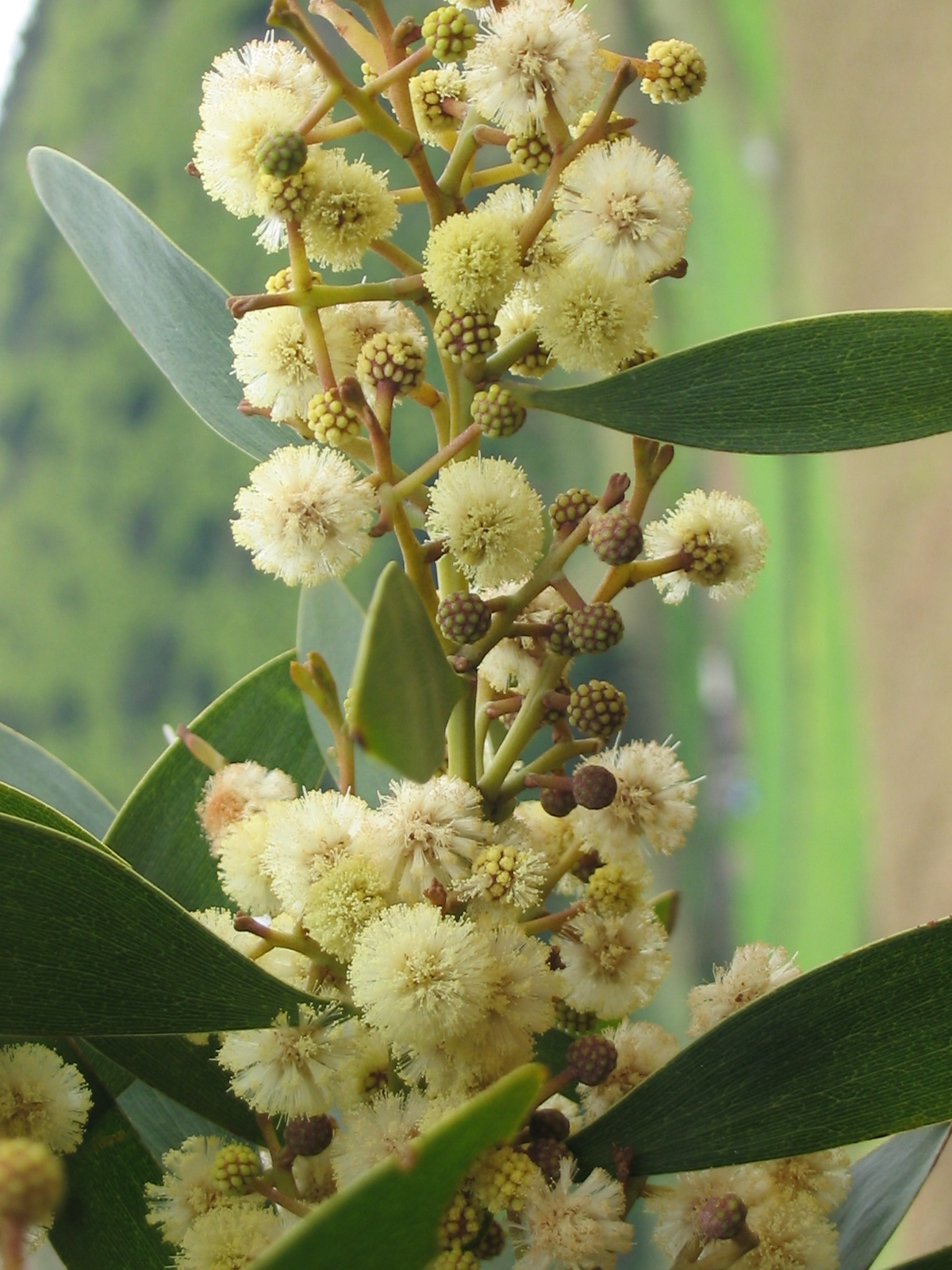
Fleurs.
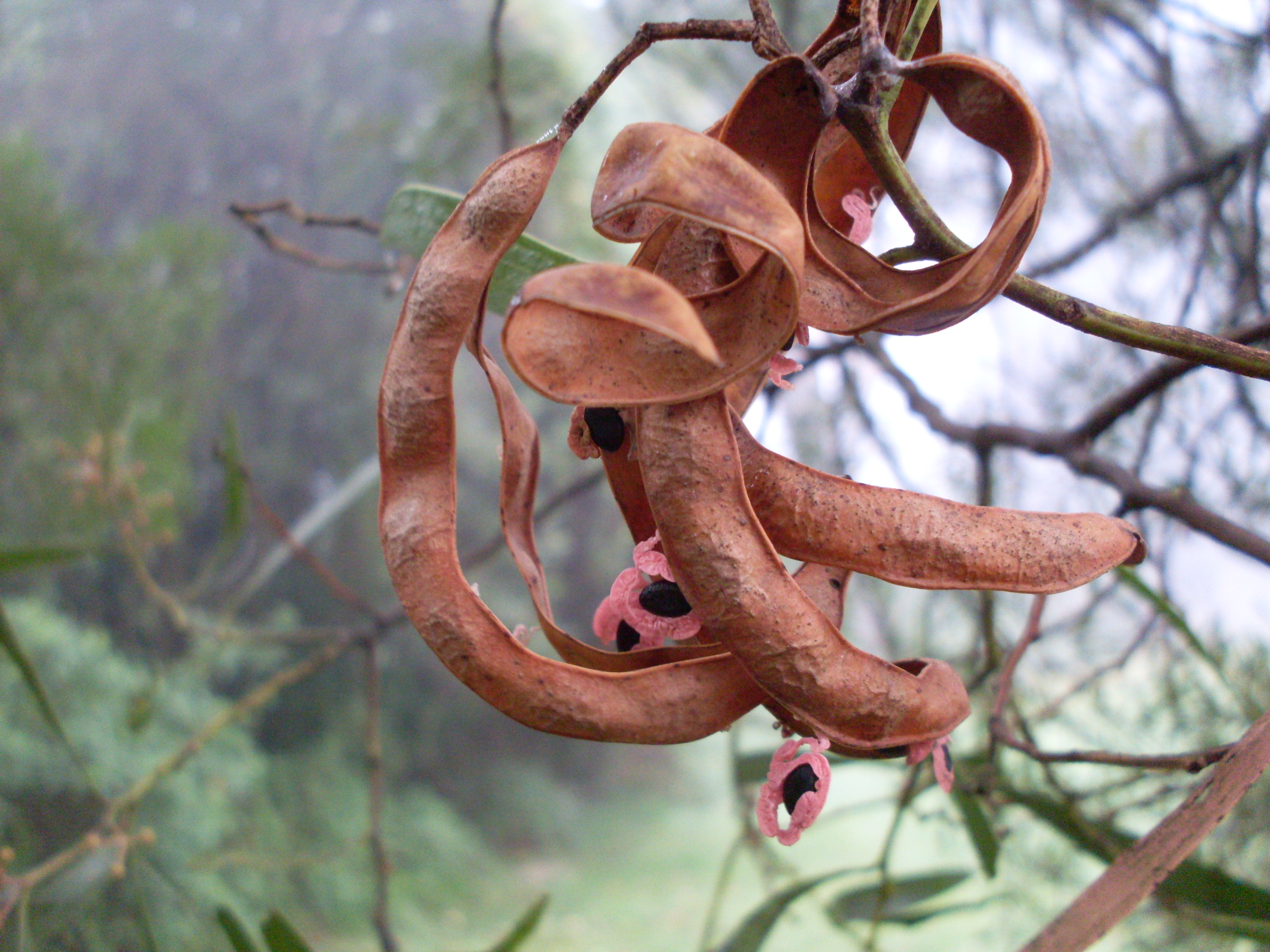
Gousses et graines.
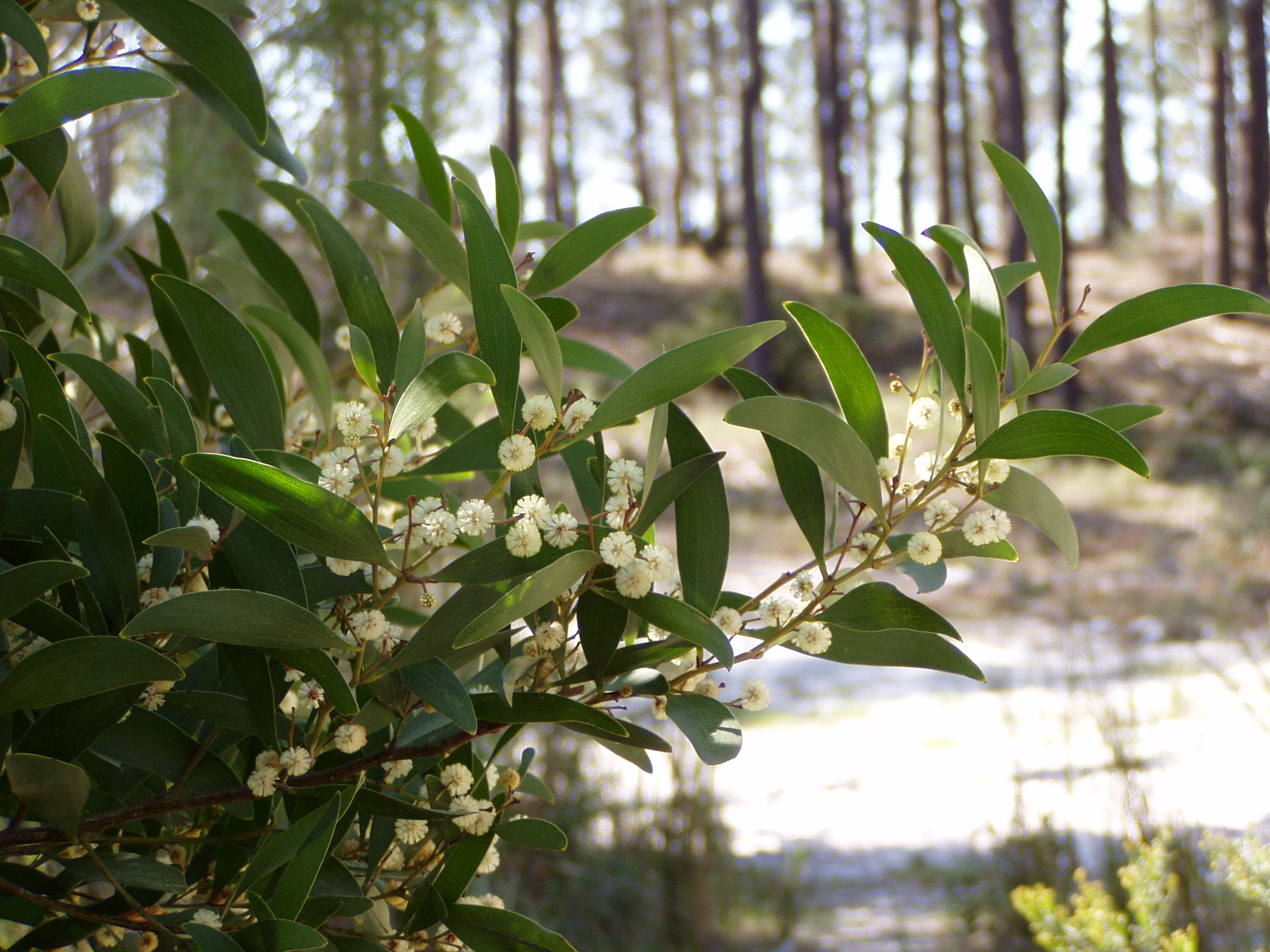
Feuilles.
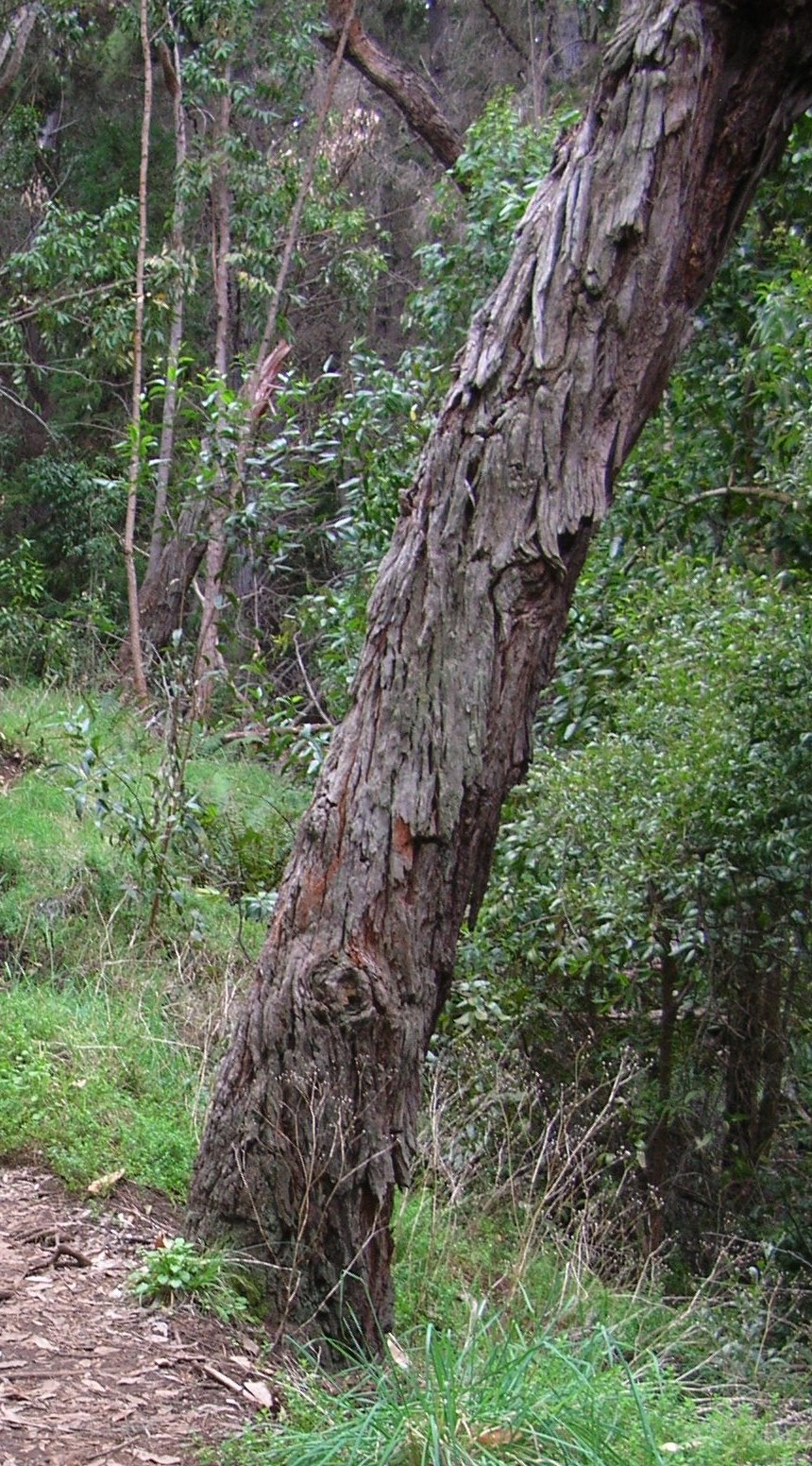
Écorce.